# Década de 280
Séculos: Século II - Século III - Século IV
Decadas: 230 240 250 260 270 - 280 - 290 300 310 320 330
Anos: 280 281 282 283 284 285 286 287 288 289